# Rundāle (novads)
Rundāle (łot.: Rundāles novads) – jeden z łotewskich novadsów, funkcjonujący w latach 2009–2021.

## Historia
Novads powstało na terenach należących przed 2009 do rejonu Bauska.
W skład novadsu wchodziły trzy pagastsy: Rundāle, Svitene i Viesturi. Jego stolicą została wieś Pilsrundāle.
Zlikwidowany w ramach reformy administracyjnej 30 czerwca 2021. Wszedł w całości w skład nowego novadsu Bauska.